# Rafael Echagüe

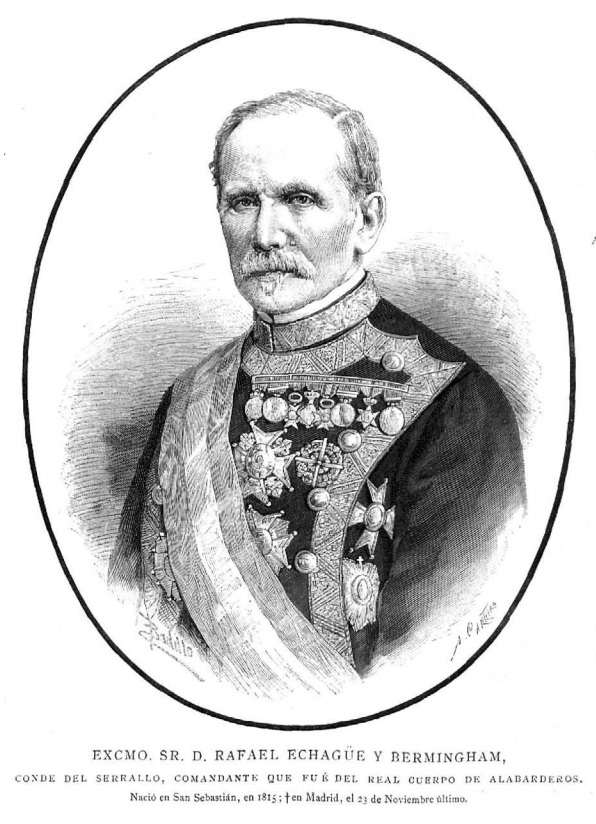
Rafael Echagüe, 1887

Don Rafael de Echagüe y Berminghan (* 13. Februar 1815 in San Sebastián, Provinz Gipuzkoa; † 23. November 1887 in Madrid) war ein spanischer General.

## Leben
Echagüe stammt aus einer Familie des baskischen Adels, wurde in dem 1833 ausbrechenden Bürgerkrieg zwischen den Karlisten und Christinos Kapitän und Adjutant von General Leopoldo O’Donnell, später Oberst eines Infanterieregiments.
Echagüe neigte sich allmählich der gemäßigten Partei (den Moderados) zu und verabredete schon 1851 mit O’Donnell und anderen Generalen, der beständigen Skandale am Hof und der Reaktionsversuche müde, einen Aufstand.
Nachdem ein Aufstandsversuch im Februar 1854 misslungen war, brach am 28. Juni in Madrid ein neuer aus. Oberst Echagüe trat demselben mit seinem Regiment bei, musste sich zwar anfangs mit O’Donnell nach Andalusien zurückziehen; doch schlugen sie am 30. Juni die Regierungstruppen bei Vicálvaro (Madrid). Ganz Spanien schloss sich nun dem Aufstand an, und derselbe endete mit Berufung der freisinnigen Regierung von General Baldomero Espartero. Darauf zum General und unter dem Ministerium O’Donnell zum Generalmajor befördert, befehligte Echagüe im Krieg mit Marokko die 1. Division, die, am 19. November 1859 in Ceuta landend, den Mauren die ersten Gefechte lieferte.
Da widrige Winde die Verstärkung dieser Division verhinderten, hielt Echagüe vom 22. bis 25. November allein die stürmischen Angriffe der Feinde bei dem Dorf El Serallo aus, wofür ihn die Königin Isabella II. zum Generalleutnant ernannte. Auch in der Schlacht bei Tetuan im Januar 1860 zeichnete er sich aus. Unter dem Ministerium Luis González Bravo wurde Echagüe nebst Francisco Serrano, Domingo Dulce y Garay u. a. liberalen Generalen 7. Juli 1868 verhaftet und auf die Kanarischen Inseln verbannt, weswegen er am Septemberaufstand teilnahm. 1873 und 1874 übernahm er mehrmals ein Kommando gegen die Karlisten.
Dieser Artikel basiert auf einem gemeinfreien Text aus Meyers Konversations-Lexikon, 4. Auflage von 1888 bis 1890.
| Personendaten    | Personendaten                                        |
| ---------------- | ---------------------------------------------------- |
| NAME             | Echagüe, Rafael                                      |
| ALTERNATIVNAMEN  | Echagüe y Berminghan, Rafael de (vollständiger Name) |
| KURZBESCHREIBUNG | spanischer General                                   |
| GEBURTSDATUM     | 13. Februar 1815                                     |
| GEBURTSORT       | Donostia-San Sebastián, Baskenland                   |
| STERBEDATUM      | 23. November 1887                                    |
| STERBEORT        | Madrid                                               |